# 福尔多燃料浓缩厂
福尔多燃料浓缩厂，正式名称为沙希德·阿里·穆罕默迪核设施（波斯語：تأسیسات هسته‌ای شهید علی‌محمدی），是伊朗一座地下铀浓缩设施，位于庫姆省首府库姆市以北30（20英里），原为伊斯兰革命卫队的一处基地。该设施由伊朗原子能组织管理，是伊朗继納坦茲核設施之后的第二座铀浓缩厂。

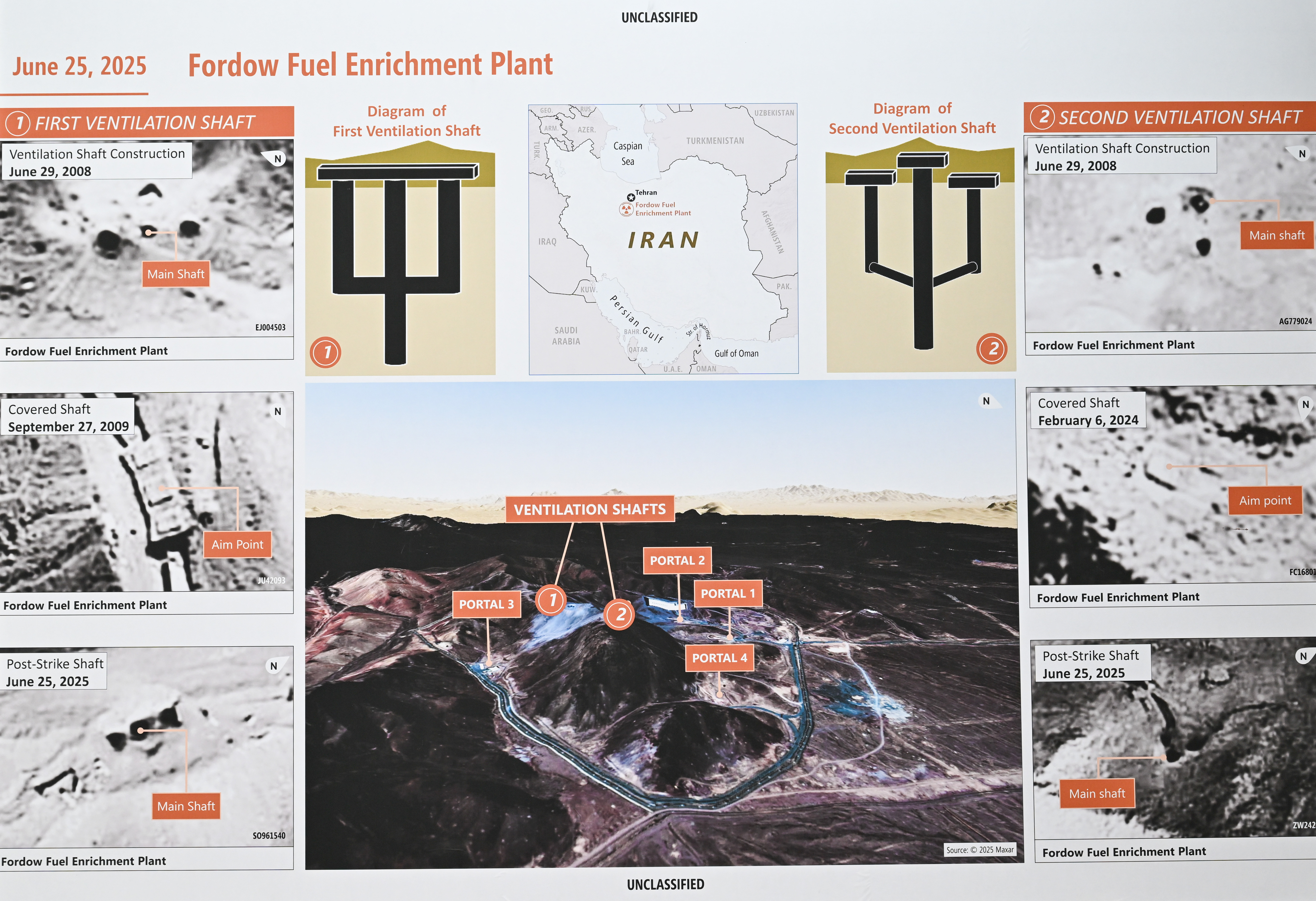
2025.

2025年6月13日，以色列空军袭击了该设施。6月22日，美国空军也发动打击，时任总统唐纳德·特朗普宣称该设施已被“彻底摧毁”。

## 历史
该设施于2006年开始建设，但伊朗直到2009年9月21日才向国际原子能机构披露其存在。当时该地点已被西方情报机构掌握，西方官员强烈谴责伊朗未及早通报。美国总统巴拉克·奥巴马表示，福尔多一直处于美方监视之下。伊朗则辩称其通报行为符合与IAEA签署的《保障监督协定》，该协定要求伊朗在核材料进入新设施前180天完成申报。IAEA则表示，根据伊朗2003年达成的协议，伊朗应在决定建设该设施时即行申报。

### 2025年美国袭击伊朗核设施
2025年6月13日，以色列对该设施发动攻击，作为2025年6月以色列对伊朗的空袭行动的一部分。伊朗军方表示击落了一架以色列无人机。 由于福尔多核设施与纳坦兹一样建于地下，破坏的具体程度尚不清楚。 卫星图像与报道显示，福尔多和纳坦兹部分地面设施受损，但用于存放离心机和浓缩铀的地下设施并未被突破。 2025年6月14日，伊朗原子能组织表示，袭击造成了设施的有限损坏。
在以色列发动空袭后，据称美国也在考虑对该设施发动打击，这将需要动用GBU-57A/B巨型钻地弹。 2025年6月21日，美国总统唐纳德·特朗普宣布，美国B-2隐形轰炸机已轰炸福尔多核设施，以及位于纳坦兹和伊斯法罕的核设施。 特朗普在白宫的讲话中宣称这些设施已被摧毁，他表示：“伊朗的关键铀浓缩设施已被完全、彻底地摧毁。”